# Миленко Неделковски
Миленко Неделковски е журналист и телевизионен водещ от Северна Македония.

## Биография
Започва професионалната си кариера през 1983 година като спортен журналист в редакцията на „Радио и телевизия Скопие“. По-късно става спортен коментатор на предавания на живо във Формула 1, мотоциклети, колоездене и гимнастика. Участва в подготовката на предавания от Световните първенства през 1990 и 1994 година и Летните олимпийски игри в 1992 година. През 90-те години организира няколко приятелски футболни мача с международен характер и пише за вестниците „Спорт“ и „Фокус“. През 2006 година стартира шоуто „Късна нощ“ по телевизия Канал 5. През 2008 година е осъден на две години затвор за измама на 22 македонски граждани чрез издаване на несъществуващи американски визи. По-късно това наказание е заменено с пробация.
На 22 септември 2016 година Неделковски, заедно с телевизионния си екип разрушават българската паметна плоча на връх Каймакчалан. Журналистът заснема действията си и ги публикува в профила си във Фейсбук, където нарича хората, сложили паметника „престъпници“. Последва вълна от реакции от българска страна.
На 9 декември 2016 година министърът на външните работи в оставка Даниел Митов обявява, че на Неделковски е издадена забрана да посещава България.
През февруари 2020 година той публично обявява, че иска да провери с телескоп дали Земята е плоска.
През 2024 година става президент на изпадналия в тежка криза ФК Вардар.